# Mittenothamnium ekmanii
Mittenothamnium ekmanii là một loài Rêu trong họ Hypnaceae. Loài này được (Thér.) H.A. Crum & Steere mô tả khoa học đầu tiên năm 1958.